# Jan Vermunt
Jan Vermunt is een hoogleraar 'Didactiek van het doceren en van het opleiden van docenten', anno 2008 verbonden aan het IVLOS (Interfacultair Instituut voor Lerarenopleiding, Onderwijsontwikkeling en Studievaardigheden) van de Universiteit Utrecht. Hij studeerde psychologie aan de Universiteit van Nijmegen en van Tilburg. Hij promoveerde in 1992 aan de Katholieke Universiteit Brabant op een proefschrift getiteld Leerstijlen en sturen van leerprocessen in het hoger onderwijs.